# Відкритий лист
Відкритий лист — епістолярний жанр, в якому поєднано специфіку особистого листування конкретного автора з публіцистичним дискурсом, наявне безпосереднє звертання до адресата і широкої читацької аудиторії. Також відкритий лист це своєрідна форма політичної заяви, а інколи це ще й документ, що видається міністерством закордонних справ.
За особливістю адресата відкриті листи поділяються на колективні й особисті.
В археології «відкритий лист» — це спеціальний кваліфікаційний документ, установленого зразка, що визначає фаховий рівень дослідника і дає право на проведення досліджень археологічної спадщини. Відкритий лист є обов'язковою умовою для отримання дозволу на проведення археологічних розвідок, розкопок, інших земляних робіт на території пам'ятки, охоронюваній археологічній території, в зонах охорони тощо.